# Miklós Viktor (szerkesztő)
Miklós Viktor (Bukarest, 1888. november 14. – Kolozsvár, 1966. augusztus 18.) erdélyi magyar szótárszerkesztő.

## Életútja, munkássága
Középiskolát a kolozsvári Református Kollégiumban végzett, a Ferenc József Tudományegyetemen történelem-latin szakos tanári diplomát szerzett. Az első világháború előtt gróf Teleki Artúr családjánál nevelősködött Tancson, majd az olasz frontra került és hadifogságot is szenvedett. Később tanár a kolozsvári Református Kollégiumban, ahonnan 1950-ben nyugdíjazták. Már mint nyugdíjas vett részt az Akadémia kolozsvári Nyelvtudományi Intézetének keretében készült nagy Román–magyar szótár szerkesztési munkálataiban. Az 1964-ben megjelent két kötetes nagyszótár egyik szerkesztője.